# 年代動画
年代動画（ねんだいどうが；正式社名：無錫年代動画制作有限公司、英語表記：Nian Dai Animation Productions CO,LTD）は、中華人民共和国のアニメ制作会社。

## 概要・沿革
- 商号：無錫年代動画制作有限公司（英語表記：Nian Dai Animation Productions CO,LTD）
- 設立：1971年
- 代表：謝金塗
- 本社所在地：江蘇省無錫市恵山区錫恵路26号

元々は1971年に台湾台北市で設立された会社だったが、台湾の人件費高騰がきっかけで中国へと移転し、1981年に日本の長編アニメ『杜子春』の制作に携わった。それ以降は自社が制作した作品で台湾金馬奨を受賞したり、ドイツの会社とも共同制作を行ってきた。2003年頃には日本の制作会社フロントラインと提携し、現在は多くの欧米・日本作品で作画・仕上げ作業を請け負っている。ちなみに年代動画の年間売上げは約5000万～1億元である。
多くの作品の場合、「年代動画」「年代動画有限公司」「年代動画制作有限公司」「NIAN DAI ANIMATION」とクレジットされている。しかし、『サイボーグクロちゃん』では「年代動画育視公司」とクレジットされていた。

## 作品履歴

### テレビシリーズ
- ポケットモンスター （1997年-2002年、動画）
- 中華一番! （1997年-1998年、仕上げ）
- セクシーコマンドー外伝 すごいよ!!マサルさん（1998年、動画）
- プリンセスナイン 如月女子高野球部 （1998年、動画・仕上）
- 突撃!パッパラ隊 （1998年-1999年、動画・仕上）
- MASTERキートン （1998年-1999年、動画・仕上）
- 時空探偵ゲンシクン （1998年-1999年、動画・仕上）
- メダロット （1999年-2000年、原画）
- 魔術士オーフェン Revenge （1999年-2000年、仕上げ）
- 今、そこにいる僕 （1999年-2000年、動画）
- サイボーグクロちゃん （1999年-2001年、動画・仕上）
- タイムボカン2000 怪盗きらめきマン （2000年、原画）
- キャプテン翼 （2001年-2002年、動画・デジタルペイント）
- ちょびっツ （2002年、動画・デジタルペイント）
- 朝霧の巫女 （2002年、動画・仕上げ）
- スパイラル －推理の絆－ （2002年-2003年、動画・仕上げ）
- ギャラクシーエンジェルA （2002年-2003年、動画・デジタルペイント）
- OVERMANキングゲイナー （2002年-2003年、原画・動画・デジタルペイント）
- 一騎当千 （2003年、原画・第二原画・動画・デジタル仕上げ）
- ななか6/17 （2003年、動画・デジタル仕上げ）
- 銀河鉄道物語 （2003年-2004年、動画・仕上げ）
- 鋼の錬金術師 （2003年-2004年、動画・仕上げ）
- ガングレイヴ （2003年-2004年、動画・仕上）
- 光と水のダフネ （2004年、原画・動画・デジタルペイント）
- 天上天下 （2004年、動画・ペイント）
- BECK （2004年-2005年、原画・動画・仕上）
- まほらば〜Heartful days （2005年、動画・仕上げ）
- 極上生徒会 （2005年、動画・仕上げ）
- LOVELESS （2005年、動画・仕上げ）
- 機動新撰組 萌えよ剣 TV （2005年、動画・仕上げ）
- ハチミツとクローバーシリーズ （動画・デジタル仕上げ）
  - ハチミツとクローバー （2005年）
  - ハチミツとクローバーII （2006年）
- Paradise Kiss （2005年、動画・仕上）
- 甲虫王者ムシキング 森の民の伝説 （2005年-2006年、原画・動画・デジタルペイント）
- 灼眼のシャナシリーズ
  - 灼眼のシャナ （2005年-2006年、原画・動画・デジタル仕上げ）
  - 灼眼のシャナII（Second） （2007年-2008年、動画・デジタル仕上げ）
- BLOOD+ （2005年-2006年、動画・仕上）
- 蟲師 （2005年-2006年、動画・仕上げ）
- かりん （2005年-2006年、動画・仕上げ）
- うたわれるもの （2006年、動画・仕上）
- ゼロの使い魔シリーズ
  - ゼロの使い魔 （2006年、動画・デジタル仕上げ）
  - ゼロの使い魔〜双月の騎士〜 （2007年、動画・デジタル仕上げ）
- 僕等がいた （2006年、動画）
- あさっての方向。 （2006年、動画・デジタル仕上げ）
- はぴねす! （2006年、第二原画・動画・仕上げ）
- NANA （2006年-2007年、原画・動画・仕上げ）
- BLACK LAGOON The Second Barrage （2006年、動画・仕上げ）
- ぷるるんっ!しずくちゃん （2006年-2007年、動画）
- 家庭教師ヒットマンREBORN! （2006年-、動画・仕上げ）
- DEATH NOTE （2006年-2007年、動画・仕上げ）
- のだめカンタービレ （2007年、第二原画・動画・デジタル仕上げ）
- 天元突破グレンラガン （2007年、動画・仕上げ）
- 魔法少女リリカルなのはStrikerS （2007年、動画・デジタル仕上げ）
- Devil May Cry （2007年、動画・仕上げ）
- スカイガールズ （2007年、動画・仕上）
- ぽてまよ （2007年、第二原画・動画・仕上げ）
- 素敵探偵ラビリンス （2007年-2008年、動画・ペイント）
- ご愁傷さま二ノ宮くん （2007年、動画）
- PRISM ARK （2007年、動画・彩色）
- キミキス pure rouge （2007年-2008年、第二原画・動画・デジタル仕上げ）
- シゴフミ （2008年、動画・仕上げ）
- GUNSLINGER GIRL -IL TEATRINO- （2008年、動画・仕上げ）
- 隠の王 （2008年、動画・仕上）
- とある魔術の禁書目録 （2008年、動画・仕上げ）
- 初恋限定。 （2009年、動画・デジタル仕上げ）

### 劇場映画
- 激闘!クラッシュギアTURBO カイザバーンの挑戦! （2002年、動画）

### ゲーム
- ダブルキャスト （1998年、動画）
- サンパギータ （1998年、動画）